# Zoltan Elek
Zoltan Elek ist ein Maskenbildner.

## Leben
Elek begann seine Karriere im Filmstab 1967 als nicht genau definierter Produktionsmitarbeiter bei der ungarischen Filmproduktion Mélyrétegben. Nach weiteren ungarischen Produktionen wie István Gaáls Magasiskola schaffte er Mitte der 1970er Jahre den Sprung nach Hollywood, wo seine erste größere Filmproduktion das Justizdrama Brubaker war. Elek wechselte im Laufe seiner Karriere zwischen Film und Fernsehen. So wirkte er einerseits an den Miniserien Roots – Die nächsten Generationen und Die Blauen und die Grauen, Fernsehserien wie Max Headroom und Life und Fernsehfilmen wie The Day After – Der Tag danach, andererseits an Hollywood-Blockbustern wie Indiana Jones und der letzte Kreuzzug, Rocky V und Independence Day.
1986 wurde er für Peter Bogdanovichs Drama Die Maske zusammen mit Michael Westmore mit dem Oscar in der Kategorie Bestes Make-up und beste Frisuren ausgezeichnet. Für sein Wirken beim US-amerikanischen Fernsehen war er zwischen 1979 und 1995 sechs Mal für einen Primetime Emmy nominiert, konnte jedoch keinen dieser Preise gewinnen.

## Filmografie (Auswahl)
- 1980: Brubaker
- 1981: Herzquietschen (Heartbeeps)
- 1985: Die Maske (Mask)
- 1985: Explorers – Ein phantastisches Abenteuer (Explorers)
- 1986: Space Camp (SpaceCamp)
- 1989: Indiana Jones und der letzte Kreuzzug (Indiana Jones and the Last Crusade)
- 1990: Rocky V
- 1991: König der Fischer (The Fisher King)
- 1994: Timecop
- 1996: Independence Day
- 1998: Godzilla
- 1999: Fight Club
- 2000: Der Grinch (How the Grinch Stole Christmas)
- 2002: Star Trek: Nemesis (Star Trek Nemesis)
- 2004: Terminal (The Terminal)
- 2007: Stirb langsam 4.0 (Live Free or Die Hard)
- 2009: Fast & Furious – Neues Modell. Originalteile. (Fast & Furious)
- 2013: Stirb langsam – Ein guter Tag zum Sterben (A Good Day to Die Hard)

## Auszeichnungen (Auswahl)
- 1986: Oscar in der Kategorie Bestes Make-up und beste Frisuren für Die Maske